# Леони, Леон (композитор)
Лео́н Лео́ни (Leone Leoni) (около 1560, Верона — 24 июня 1627, Виченца) — итальянский композитор и капельмейстер.

## Очерк жизни и творчества
Детали биографии Леони скудны. Первое документальное свидетельство его композиторской деятельности относится к 1586 году, когда в Teatro Olimpico Виченцы была поставлена трагедия Фамарь (на библейский сюжет) — Леони написал для неё хоры (музыка утрачена). В 1588 году в Виченце он был рукоположен в священники, в том же году стал капельмейстером (maestro di cappella) кафедрального собора. Этот пост он занимал до конца жизни.
Творческое наследие Леони охватывает как духовную, так и светскую музыку. Центральный для творчества Леони жанр — мотет, композитор выпустил 4 сборника («книги») мотетов под названием «Sacri fiori» («Духовные цветы»), содержащие 76 произведений (1602, 1612, ?, 1622). Сборник «духовных песен» («Sacrae cantiones», 1608) включает ещё 20 мотетов. Ему также принадлежат 12-голосная месса «Ab austro veniet», 3 магнификата и сборник «Omnium solemnitatum psalmodia» (1613), содержащий 15 обработок псалмовых текстов (также по существу — мотетов). С точки зрения техники композиции наиболее интересен сборник так называемых «концертов» (т.е. мотетов для концертного исполнения) «Aurea corona», датируемый 1615 годом (сохранился в рукописи венецианского происхождения),— он написан для 4 голосов и 6 инструментов, причём партии инструментов самостоятельны и не являются дублями вокальных партий. Для всех 20 «концертов» сборника характерно чередование solo и tutti (хор и оркестр) частей: в первых широко используются имитации, зачастую они виртуозны, вторые, напротив, написаны в простой моноритмической (старогомофонной) фактуре. 
Вместе с тем, Леони — автор 5 сборников («книг») пятиголосных мадригалов, напечатанных в 1588—1602 годах, а также одного сборника духовных мадригалов (madrigali spirituali), опубликованного в 1596 году.

## Рецепция
Адриано Банкьери в музыкальной хрестоматии «Cartella musicale» (1614) ставит Леони в один ряд «современных композиторов» (пишущих на итальянские и латинские тексты) с К. Монтеверди, К. Джезуальдо и Л. Виаданой. Афанасий Кирхер в своём фундаментальном трактате «Musurgia universalis» (1650) иллюстрирует риторическую фигуру Antitheton мотетом Леони «Ego dormio, et cor meum vigilat». Мадригал Леони "Dimmi Clori, perchè non ami" (1602; репринт 1606) приводит в своём трактате «Историческое описание благородного искусства музыки» (1690) В. К. Принц как пример произведения, «где соловьиная песня представлена очень художественно». В этом мадригале сопрано изображает щебетание «отдалённого соловья» (usignolo alla lontana), которому в квинтусе эхом вторит другой, «скрытый соловей» (usignolo nascosto).